# 36-й Нью-Йоркский пехотный полк
36-й Нью-Йоркский добровольческий пехотный полк (англ. 36th New York Volunteer Infantry Regiment), он же «Washington Volunteers» — один из пехотных полков армии Союза во время Гражданской войны в США. Полк был сформирован в июне 1861 года, прошёл все сражения от кампании на полуострове до чанселорсвиллской кампании, участвовал в подавлении Нью-Йоркских бунтов из-за призыва и был расформирован 15 июня 1863 года. Часть его рядовых перешла в 65-й Нью-Йоркский пехотный полк.

## Формирование
Полк был сформирован в Нью-Йорке и принят на службу штату 23 мая 1861 года. Между 17 июня и 4 июля его роты были приняты на службу в армию США сроком на 2 года службы. В этот полк было влито подразделение «New York British Volunteers», которое было набрано из бывших британских военнослужащих (и ветеранов Крымской войны — лейтенант Армстронг был одним из участников «атаки Лёгкой бригады» под Балаклавой.). Роты были набраны: А — в Буффало, В — в Ньюберге, I — в бруклине и Нью-Йорке, и C, D, E, F, G, H и K — в Нью-Йорке. Первым командиром полка стал полковник Чарльз Иннес, подполковником — Томас Лорд, и майором — Натаниель Финч.

## Боевой путь
12 июля 1861 года полк покинул Нью-Йорк, прибыл в Вашингтон и был размещён на высотах Калорама ив лагере Кэмп-Брайтвуд. 4 августа он был включён в бригаду Дариуса Кауча. 5 августа подполковник Лорд уволился, а 19 сентября на его место был назначен Даниель Хангерфорд. В октябре полк стал частью Потомакской армии, дивизии Бьюэлла, бригады Кауча.
12 ноября уволился майор Финч и его место занял капитан роты В, Джеймс Рэни.
В марте 1862 года полк числился в бригаде Генри Бриггса (в дивизии Кауча). 11 — 15 марта он участвовал в марше к Проспект-Хилл, а 28 марта был переброшен на Вирджинский полуостров. В апреле полк участвовал в осаде Йорктауна, 5 мая — в сражении при Уильямсберге. 20 — 23 мая он участвовал в рекогносцировки у Боттомс-Бридж, а 31 мая участвовал в сражении при Севен-Пайнс. В этом бою полк потерял 12 рядовых убитыми, 6 офицеров и 29 рядовых ранеными и 4 рядовых пропавшими без вести.